# Caroline Bohé
Caroline Bohé (født 23. juli 1999 i Hillerød) er en cykelrytter fra Danmark, der kører mountainbike for Ghost Factory Racing. Hun er syv gange blevet danmarksmester i cykelcross, hvilket er rekord hos kvinderne.
Den 26. juni 2021 vandt Caroline Bohé sin første elite DM-titel i mountainbike nogensinde. Dette skete én måned før hun skulle repræsenterer Danmark ved OL i Tokyo.

## Privat
Hun er datter af tidligere cykelrytter Iben Bohé.